# Ciclo de costumbre (habit loop)
El ciclo de costumbre, o ciclo del hábito, es un concepto psicológico  utilizado para explicar el mecanismo de los hábitos animales y humanos.

## El concepto
El concepto explica cómo muchos de los hábitos, tanto humanos como animales, no siempre son espontáneos, sino que son de forma automática, casi inconscientemente. Para cumplir con el ciclo, denominado bucle del hábito, se consta de tres etapas: 
- La señal: Es la consecuencia de una condición particular (ambientales, emocionales ...) que necesitan una gratificación, y empujando al cerebro para llevar a cabo la rutina para obtenerlo.
- La rutina: Es la acción que se lleva a cabo después de la ocurrencia de la señal. Una rutina puede ser física (acción tomada), mental (pensamiento) o emocional (cambio de estado de ánimo).
- La gratificación: Es la recompensa obtenida por el despliegue de la rutina. Es el elemento que fortalece el desarrollo del rito de la costumbre.

Tomando como ejemplo el hábito de fumar (en sí misma, un hábito): La señal es la necesidad del cuerpo para obtener la nicotina,  la rutina consiste en la acción de fumar y la gratificación sería la sensación de alivio que provoca la nicotina resultado del fumar.

## Historia del concepto

### El uso en los hombres
El concepto del ritual de costumbre ha sido y sigue siendo utilizado con los humanos. Aprovechando el ritual del hábito que puede perder los hábitos de la gente mala (como el tabaquismo o el alcoholismo), hablando en la señal o gratificación de fin de prevenir el desarrollo de la rutina. Gracias a los estudios de algunos psicólogos, se comprobó que el ciclo del hábito puede ser útil para crear el hábito de los niños espontáneos de estudio, premiarlos con una recompensa temporal (como un regalo), en caso de tener buen rendimiento escolar; Cuando el bebé es un niño, la gratificación será de las buenas calificaciones en la escuela y el conocimiento que le genera un bien para el futuro. El principio del rito es utilizado por muchas empresas para vender más productos, aprovechando la gratificación que pueden hacer, y en la publicidad. Famoso es el caso de los años treinta: La sociedad dentífrica estadounidense Pepsodent comenzó a usar un aceite ligeramente punzante en la pasta de dientes, lo que provocó un ligero hormigueo agradable en la boca. Señalaron que este sentimiento de bienestar que produce un estímulo, empuja al usuario a utilizar el producto cada vez que escuche la desagradable sensación de dientes sucios. Luego llamaron a la famosa publicista Claude Hopkins, quien con su publicidad hábilmente logró explotar el sentido de los productos frescura de la pasta de dientes, comparándolo con el brillo de los dientes. Esto estímulo que varias personas se cepillaran los dientes con más frecuencia y comprar productos Pepsodent. Gracias a Hopkins, la Pepsodent convirtió en una de las compañías más grandes en la industria  .
El ciclo de la costumbre se utiliza siempre en la psicología de comportamiento en el condicionamiento operante, donde un comportamiento aprensivo se tiene con las respuestas que recibe.